# شو إن جو
شو إن جو (هانغل: 조인주) مواليد 13 أبريل 1969 في جولا الجنوبية، كوريا الجنوبية، هو ملاكم محترف كوري جنوبي معتزل. حقق بطولة المجلس العالمي للملاكمة.

## إحصائيات
خاض خلال مسيرته 20 نزالا، فاز في 18 ولم يتعادل وخسر في 2. فاز بالضربة القاضية في 7 نزالات.

## روابط خارجية
- شو إن جو على موقع بوكس ريك (الإنجليزية) (registration required)